# Didier Havet
Didier Havet (* 9. März 1964 in Lille) ist ein französischer Jazzmusiker (Tuba, Bassposaune, Komposition).

## Leben und Wirken
Havet wurde in einem lokalen Harmonieorchester ausgebildet; mit acht Jahren hatte er zunächst Trommelunterricht und erlernte dann Saxhorn und mit 13 Jahren die Tuba. Er studierte am Konservatorium in Lille, wo er mit einem ersten Platz abging. Nach seiner Militärzeit begann er 1986, als professioneller Musiker zu arbeiten. Sowohl von François Jeanneau, Antoine Hervé, Denis Badault als auch von Paolo Damiani wurde er zwischen 1986 und 2002 mehrfach ins Orchestre National de Jazz geholt, in dem er auch 2019 tätig war (Rituels). Mit seinem Dixi-Project interpretierte er die Musik von Frank Zappa, Louis Sclavis, François Jeanneau und Jon Hendricks.
Zudem gehörte er zu Marc Steckars Tuba-Pack, zur Martial Solal Dodecaband, (auf Europatourneen zwischen 1994 und 1996) zur Mingus Big Band, zum Zoomtop Orchestra von Bertrand Renaudin, zur Fanfare Y'en a qui manquête pas d'air von Catherine Delaunay und zum Orchestre de la Lune. Weiterhin arbeitete er mit Claude Barthélémy, Ivan Jullien, Laurent Cugny, Gil Evans, Archie Shepp, Lester Bowie, Michel Legrand, Vladimir Cosma, Diana Krall, Hugh Coltman und Manu Dibango. Als Studiomusiker war er für Georges Moustaki, Bénabar, Gianmaria Testa, Jun Miyake, Julien Clerc, Véronique Sanson, Toufic Farroukh und Calogero tätig. Er ist auf Alben von Jean-Marc Padovani/Enzo Cormann, Jean-Charles Capon, Eddy Louiss, Georges Rabol, Alex Grillo, der Paris Jazz Big Band, Ping Machine und Sixun zu hören.